# Graphosia
Graphosia is een geslacht van vlinders van de familie spinneruilen (Erebidae), uit de onderfamilie Arctiinae.

## Soorten
- G. approximans Rothschild, 1912
- G. bilineata Hampson, 1900
- G. lactea Rothschild, 1912
- G. pachygramma Hampson, 1914
- G. phaeocraspis Bethune-Baker, 1908
- G. polylophota Hampson, 1914
- G. quadrilineata Rothschild, 1912
- G. reticulata Rothschild, 1912
- G. simplex Rothschild, 1916
- G. stenopepla Hampson, 1914